# Галичанинъ (1893)
Галичанинъ — щоденна газета москвофільського спрямування. Виходила у Львові у 1893—1913 роках.

## Основні дані
Відповідальний редактор: Михайло Клемертович (1-ше число газети), Володимир Луцик (1893, ч. 2 — 1901, ч. 88/89), Осип Марков (1901, ч. 90—144 — 1909, ч. 1—241), Іван Пелех (1901, ч. 145—285 — 1913).
Друк: Ставропігійського інституту, Львів.
«Выходитъ каждого дня за исключеніемъ праздничныхъ и недѣльнихъ дней въ 7 часовъ вечера» (1893—1899), «…каждого дня съ исключеніемъ послѣпраздничных дней въ 6 часов вечера» (1901—1913). Переважно за рік виходило 290—293 числа часопису.
Формат: у різних роках коливався від 48×33 см до 52×37 см.

## Тематика
У № 1 за 1894 рік видання пише: «Задачею нашею есть и будетъ: репрезентувати и выражати независимое отъ никого и отъ ничего мнѣніе всего австро-русского народа и быти въ полномъ того слова значеніи органомъ австрійскои Руси». Редакція друкувала статті національно-політичного, соціально-економічного, суспільно-громадського, освітнього та релігійного змісту. Автори також піднімали питання захисту «русского населенія» Галичини від ополячування, цілісності єдиного «русского языка», на відміну від «малоруського наріччя», заперечення самостійності України.
Характерні для газети, наприклад, праці Антона Будиловича «О единстве русскаго народа» (1907.— Ч. 115—132) чи статті Осипа Мончаловського й Володимира Мільковича з гострою критикою на адресу Івана Франка та Михайла Грушевського, відповідно. Діяльність українських часописів піддавали критиці, не завжди коректній, називаючи українофілів «самодурами» чи «мазепинцями». Видання систематично друкувало матеріали про діяльність політичних і громадських товариств москвофільського спрямування, як-от: «Русская Рада», «Товариство ім. Качковського», «Народный дом» і інших. Однією з постійних рубрик була «Изъ Россіи», де виходили новини про події в Російській імперії та матеріали про російську культуру.
Значне місце на шпальтах видання посідали наукові, науково-популярні та просвітні дослідження з питань історії, філософії, етнографії, розвитку суспільства, культури та літератури.
Серед активних авторів: Василь Залозецький, Григорій Купчанко, Йосип Ливчак, Антоній Петрушевич і Яків Головацький.
Газета зазнавала постійних цензурних утисків з боку австрійської влади. Багато чисел виходило другим накладом через конфіскації першого. «Галичанинъ» припинив існування через матеріальні труднощі. Останнє (№ 142) число вийшло 14 (27) липня 1913 року.